# Floreskortvinge
Floreskortvinge (Brachypteryx floris) är en fågelart i familjen flugsnappare inom ordningen tättingar.

## Utbredning och systematik
Fågeln förekommer i bergstrakter på ön Flores i västra Små Sundaöarna. Den behandlas som monotypisk, det vill säga att den inte delas in i några underarter.

### Artstatus
Tidigare kategoriserades den som underart till blå kortvinge, nu javakortvinge (Brachypteryx montana). Denna delades upp i fem arter av tongivande Clements 2022 och International Ornithological Congress (IOC) 2023. Studier visar på stora genetiska skillnader populationerna emellan, liksom tydliga skillnader i utseende och läte.

## Status
Arten har ett begränsat utbredningsområde men beståndet anses vara stabilt. IUCN kategoriserar den som livskraftig.